# Wielki Rybak
Wielki Rybak (org. The Big Fisherman) – powieść historyczna autorstwa amerykańskiego pisarza Lloyda Cassela Douglasa, wydana w 1948 roku, której fabuła osadzona jest w realiach Palestyny, Arabii i Italii I wieku.
W 1991 Polskie Radio wyemitowało dzieło Douglasa jako powieść radiową w reżyserii Jana Warenyci. W roli narratora wystąpił Zbigniew Zapasiewicz, zaś Piotra zagrał Piotr Loretz.

## Fabuła
W powieści przedstawione zostają losy Szymona Piotra, jednego z uczniów Jezusa z Nazaretu, od chwili powołania na brzegu Jeziora Galilejskiego do męczeńskiej śmierci w Rzymie. Akcja rozgrywa się w I wieku. Niektóre wątki są kontynuacją Szaty.

## Polskie wydania
- 1982, przekład Zofii Kierszys, Warszawa, Instytut Wydawniczy Pax, do 2015 ukazało się 21 wydań[3], m.in. w serii Feniks ISBN 978-83-211-1961-8

## Ekranizacje
Filmową adaptację pt. The Big Fisherman nakręcił w 1959 hollywoodzki reżyser Frank Borzage. W rolę Piotra Apostoła wcielił się Howard Keel. Obraz był nominowany do Oscara w 1960 w trzech kategoriach: za najlepszą scenografię, kostiumy oraz zdjęcia.